# Calescharidae
Calescharidae zijn een familie van mosdiertjes (Bryozoa) uit de orde van de Cheilostomatida. De wetenschappelijke naam ervan werd in 2001 voor het eerst geldig gepubliceerd door Cook en Bock.

## Geslachten
- Caleschara MacGillivray, 1880
- Hagenowinella Canu, 1900  †
- Tretosina Canu & Bassler, 1927